# Caryoscapha limbata
Caryoscapha limbata ist ein Käfer aus der Unterfamilie der Kahnkäfer (Scaphidiinae). Die Art ist die einzige ihrer Gattung in Europa.

## Merkmale
Die Käfer erreichen eine Körperlänge von 2,7 Millimetern und haben einen schwarzen oder braunschwarzen Körper. Die Deckflügel haben helle Spitzensäume, die Flügeldeckennaht ist nicht deutlich dachförmig erhaben. Der Nahtstreifen ist tief und an der Vorderseite längs des Randes am Halsschild nach innen gekrümmt. Letzterer ist nur schlecht erkennbar punktiert. Das letzte Glied der Palpen ist vor der Basis nicht nach außen erweitert und auch nicht breiter als die restlichen Glieder. 

## Vorkommen und Lebensweise
Die Art ist in Süd- und Mitteleuropa, am Kaukasus, in Sibirien, in weiten Teilen Osteuropas sowie in Italien und Frankreich verbreitet. 